# Apagomera tipitinga
Apagomera tipitinga är en skalbaggsart som beskrevs av Maria Helena M. Galileo och Martins 1998. Apagomera tipitinga ingår i släktet Apagomera och familjen långhorningar. Inga underarter finns listade i Catalogue of Life.